# Sant Bartomeu d'Hostafrancs
Sant Bartomeu d'Hostafrancs és l'església parroquial d'Hostafrancs, al municipi dels Plans de Sió (Segarra), inclosa a l'Inventari del Patrimoni Arquitectònic de Catalunya.

## Descripció
L'església està situada al costat sud del nucli antic, enmig d'una plaça. Està formada per una nau i capelles laterals amb coberta a dues aigües i realitzada amb carreus regulars. A la façana principal apareix la portalada d'accés, a la qual s'accedeix mitjançant una graonada, composta per dues pilastres adossades de grans dimensions que culminen amb un entaulament de grans dimensions amb la presència de dues grans volutes als extrems com a decoració. Es tracta d'una composició classicitzant, tret d'alguns elements com ara les volutes de l'entaulament, que marca la influència d'un nou estil, el pas del barroc acadèmic al neoclàssic. A la pilastra dreta de la porta hi ha una placa de marbre en forma de creu amb una inscripció de la Santa Missió: "Si vols entrar en la vida guarda els manaments" (St. Mateu 1951-1964). Per damunt de la portalada apareix un òcul amb un senzill bisellament sobre el qual hi ha una petita espitllera circular, acabant amb un joc de corbes còncau-convex a la part de la teulada, amb la presència d'una imatge del patró Sant Bartomeu (mutilada durant la Guerra Civil).

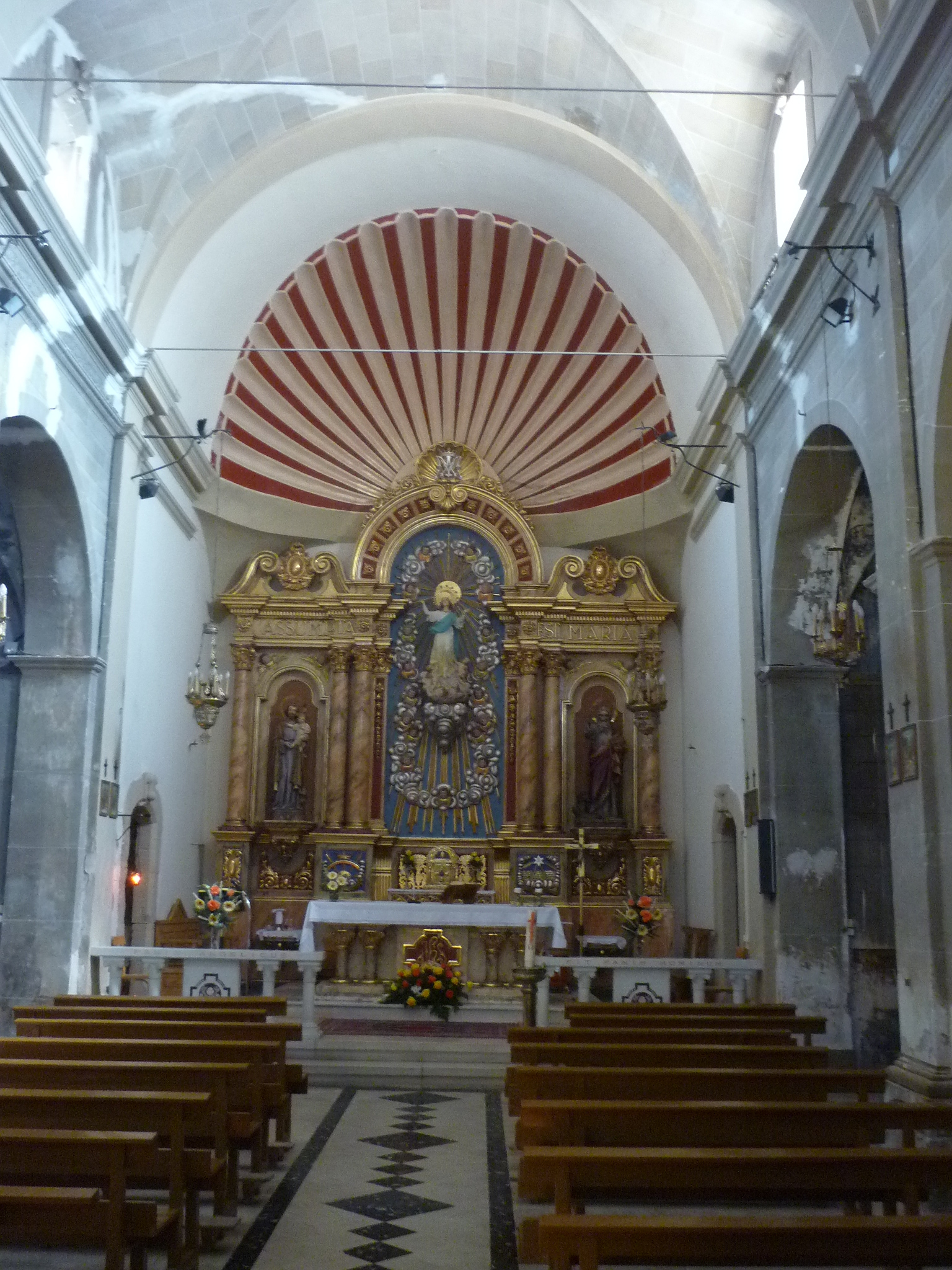
Interior de l'església

El campanar, situat a l'altre extrem de la façana, presenta una base de planta quadrada, on es pot observar la presència d'un rellotge de sol, per damunt de la qual s'aixequen dos cossos octogonals, on el superior presenta quatre obertures en arc de mig punt per a situar les campanes. A la part inferior del campanar hi ha una font adossada on a la part central, juntament amb la imatge del patró, apareix la data d'execució, 1929. La font està formada per dues pilastres als extrems finalitzats amb uns pinacles circulars i units per un arc rebaixat, per sota del qual hi ha dues piques de pedra amb un sortidor d'aigua cadascuna.
L'interior de l'església té una coberta amb una volta de llunetes que presenta obertures a l'exterior, amb una imposta que la ressegueix en tot el seu perímetre, inclosa la part de l'absis, on mitjançant un arc toral es dona pas a aquest espai format per una volta de quart d'esfera decorada amb una gran petxina, per sota de la qual apareix l'altar de l'església amb el retaule d'estil barroc. Les capelles laterals presenten una coberta amb volta d'aresta, i als peus de l'església hi ha el cor, situat damunt un arc rebaixat.
A la capella esquerra situada sota el cor, es conserva una pica baptismal que presenta decoració geomètrica, actualment en desús.

## Història
Tant aquesta església com el raval presenten l'aspecte de les construccions rurals del segle xviii donat que en la làpida encastada en la torre del campanar es pot llegir: "La primera pedra del campanar fou col·locada el 14 d'octubre de 1754". També és rellevant la data que apareix al rellotge de sol del mateix campanar: 1759.